# زياد الشيوي
زياد الشيوي (مواليد 11 مارس 2004) هو لاعب كرة قدم نمساوي من أصل مصري يلعب في مركز الظهير الأيسر في نادي أوستريا فيينا.

## روابط خارجية
- زياد الشيوي على موقع قاعدة بيانات كرة القدم.إي يو (الإنجليزية)
- زياد الشيوي على موقع عالم كرة القدم.نت (الإنجليزية)